# Eubacterium yurii
Eubacterium yurii è una specie di batterio appartenente alla famiglia delle Eubacteriaceae.